# Боголепов, Виктор Платонович
 Виктор Платонович Боголепов (14 (26) апреля 1897, Кишинёв — 19 декабря 1974, Москва) — военно-морской деятель, контр-адмирал (31.03.1944).

## Биография
Виктор Платонович Боголепов родился 26 апреля 1897 года в Кишинёве. Окончил в 1916 году гимназию в Кишинёве и поступил Институт инженеров путей сообщений, затем перевелся в Морское училище.
Летом 1917 года проходил практику на кораблях Черноморского флота и участвовал в постановке мин у Босфора. 12 марта 1918 года был уволен в связи с расформированием училища.
Службу проходил вахтенным начальником (05.—08.1918) и 2-м помощником командира (08.1918—05.1919) учебного судна «Народоволец» Балтийского флота, вахтенным начальником канонерской лодки № 7 (05.1919), командиром транспорта «Роза Люксембург» (05.1919—04.1920), начальником распорядительной части штаба (04.—06.1920) Онежской военной флотилии, начальником распорядительной части штаба Западно-Двинской военной флотилии (06.1920—01.1921), начальником распорядительной части штаба Туапсинского района Кавказского сектора обороны Черноморского побережья и временно исправляющим должность начальника службы связи района (01.—03.1921), начальником штаба укрепрайона Таганрогского залива и временно исправляющим должность старшего морского начальника Сухумского района (03.—05.1921), начальником Потийского района (05.—07.1921), помощником начальника (07.1921—06.1922) и начальником (06.1922—12.1924) оперативной части штаба 

Слева направо: флагман флота 1-го ранга В. М. Орлов, армейский комиссар 2-го ранга Г. И. Гугин, член военного совета Морских Сил Чёрного моря, флагман флота 2-го ранга И. К. Кожанов, начальник авиации Морских Сил Чёрного моря, В. П. Боголепов, В. Я. Бирн начальник особого отдела Морских Сил Чёрного моря (стоит за И. К. Кожановым) - снимок сентября 1935 года.

Морских сил Чёрного моря, начальником штаба Амурской флотилии (12.1924—06.1926), начальником штаба Морских сил Дальнего Востока (06.—12.1926), начальником штаба Амурской военной флотилии (12.1926—07.1927), начальником штаба Дальневосточной военной флотилии (07.—11.1927).
Окончил Военно-морскую академию имени К. Е. Ворошилова (11.1927—05.1930) и одновременно артиллерийский класс Специальных курсов комсостава (1928—1929).
Затем проходил службу старшим помощником командира крейсера «Червона Украина» (05.—10.1930), начальником штаба дивизии крейсеров (10.1930—12.1931), начальником 1-го отдела (12.1931—06.1935) и начальником штаба (06.1935—05.1937) Морских сил Чёрного моря.
В связи с введением в РККФ персональных званий 28.11.1935 года В. П. Боголепову было присвоено звание капитана 1 ранга.
07.05.1937 года был назначен преподавателем кафедры оперативного искусства Военно-морской академии имени К. Е. Ворошилова, а в январе 1938 года уволен в запас. 14.02.1938 года был арестован. Освобождён был лишь в декабре 1940 года, был восстановлен в рядах РККФ и назначен доцентом кафедры стратегии и оперативного искусства Военно-морской академии имени К. Е. Ворошилова.
В начале Отечественной войны был назначен начальником штаба Ладожской флотилии и в июле-августе временно исполнял обязанности её командующего. В октябре 1941 года за провал десантной операции на острова Лункулансаари и Мантсинсаари был снят с должности, отдан под суд военного трибунала, приговорён к заключению в исправительно-трудовых лагерях с отсрочкой приговора до конца войны. В январе 1942 года был зачислен в распоряжение Наркома ВМФ СССР и откомандирован на Тихоокеанский флот.
Службу проходил начальником отдела Управления боевой подготовки ВМФ (05.—06.1942), начальником штаба Иоканьгской военно-морской базы (06.1942—07.1943), начальником штаба Беломорской военной флотилии (07.1943—04.1945), начальником штаба Беломорского оборонительного района Северного флота (04.1945—03.1946), председателем Научно-технического комитета ВМС (03.1946—11.1947), заместителем председателя Постоянной комиссии государственной приёмки кораблей при Главнокомандующем ВМС (11.1947—10.1949).
В феврале 1943 года была снята судимость, было присвоено звание контр-адмирала (31.03.1944).
В октябре 1949 года был уволен в запас. В декабре 1954 года снова призван на военную службу.
Начальник научно-исследовательского полигона № 220 (02.1955—05.1956), руководитель группы по исследованию оперативно-тактических проблем (05.1956—06.1957), научный референт заместителя Главнокомандующего ВМФ по военно-научной работе (06.1957—08.1958), научный референт Главнокомандующего ВМФ (08.1958—07.1960), начальник 2-го отдела ПВО ВМФ (07.1960—03.1961), заместитель руководителя научно-исследовательской группы (03.—12.1961), профессор-консультант учёного совета Военно-морской академии (12.1961—10.1963).
В октябре 1963 года был уволен в отставку.
Награждён орденами Ленина (1945), тремя орденами Красного Знамени (1944, 1945, 1948), орденом Ушакова 2-й степени (1944), медалями.